# Poropoea brevituba
Poropoea brevituba är en stekelart som beskrevs av Lin 1994. Poropoea brevituba ingår i släktet Poropoea och familjen hårstrimsteklar. Inga underarter finns listade i Catalogue of Life.